# Rat Pack

El Rat Pack, de izquierda a derecha: Frank Sinatra, Dean Martin, Sammy Davis Jr., Peter Lawford, Joey Bishop.

Rat Pack fue el nombre con el que se conoció a un grupo de actores y músicos estadounidenses de la escena de Las Vegas que, reunidos como amigos, se generó alrededor primero de Humphrey Bogart y, a su muerte, alrededor de Frank Sinatra, y que trabajaron juntos en películas, conciertos, espectáculos, incluso en eventos políticos. Activo entre mediados de la década de 1950 y mediados de la de 1960, sus miembros más conocidos fueron, aparte de Sinatra, Dean Martin, Sammy Davis Jr., Peter Lawford y Joey Bishop, como núcleo principal; además, formaron parte ocasional del mismo artistas como Shirley MacLaine, Lauren Bacall, Angie Dickinson, Marilyn Monroe, Don Rickles y Judy Garland.

## El Rat Pack de los cincuenta
El nombre "Rat Pack" fue usado, en un principio, para referirse a un grupo de amigos de Hollywood organizado alrededor de Humphrey Bogart, y en el que se incluía un joven Frank Sinatra. Supuestamente, el término "Rat Pack" fue asignado al grupo original de Bogart por "Den Mother" (Lauren Bacall), después de verlos regresar de una noche en Las Vegas; al verlos llegar cansados y descompuestos, dijo: “Parecen una maldita pandilla de ratas” ("You look like a goddamn rat pack"), refiriéndose a la apariencia de cansancio de los otros miembros del grupo. Según otra versión, el término "Rat Pack" no fue idea de Bacall, sino que se inició con Humphrey Bogart, entonces marido de Bacall, a partir de una reunión nocturna en "Holmby Hills", hogar de Bogart y de Bacall, durante la cual Sinatra los llamó los “Holmby Hills Rat Pack”, lugar de muchos de sus encuentros. Otra explicación era que el referido grupo rechazaba a cualquiera que tratara de unirse.
De acuerdo con Stephen Bogart, los miembros del Holmby Hills Rat Pack eran Sinatra (el jefe de la pandilla), Garland (primer vicepresidente), Bacall (la madre gallina), Luft (el jefe de la jaula), Bogart (la rata encargada de las relaciones públicas), Swifty Lazar (el secretario de las grabaciones), Nathaniel Benchley (el historiador), David Niven, Katharine Hepburn, Spencer Tracy, George Cukor, Michael Romanoff y James Van Heusen. De acuerdo con esta explicación, confirmada en la autobiografía de David Niven (The Moon's a Balloon), el Rat Pack contenía originalmente a David Niven y no a Sammy Davis ni a Dean Martin.

## El Rat Pack de los sesenta
En la década de 1960 estaba integrado por Frank Sinatra, Dean Martin, Sammy Davis, Jr., Joey Bishop, y Peter Lawford (cuñado de John F. Kennedy). Angie Dickinson, Juliet Prowse y Shirley MacLaine solían ser mencionadas como las "Rat Pack Mascots" (Mascotas del Rat Pack), título que hizo sentir a estas mujeres como "uno de los muchachos". De hecho, Shirley MacLaine era considerada un miembro de honor del Rat Pack y fue la única chica a la que se consideró como "uno de los chicos".
Después de Bogart, el grupo nunca fue llamado Rat Pack por sus miembros, sino solo por la prensa. La nueva versión del grupo no se autodenominaba Rat Pack, sino Summit o The Clan. A partir de entonces Rat Pack suele referirse a esta época del grupo.
Por la relación de Lawford con John F. Kennedy y tal vez por las conexiones de Sinatra con la mafia, así como por el papel que representaron en las campañas de Kennedy y los demócratas, el grupo adquirió relevancia e influencia no sólo en el mundo del espectáculo, sino también en círculos políticos. Sin embargo, aunque Sinatra esperaba formar parte de la camarilla de Kennedy tras su elección, no fue así, y un enfurecido y decepcionado Frank Sinatra hizo que dejaran a Peter Lawford fuera del grupo y siendo un chivo expiatorio después de 1962: su papel en Robin and the Seven Hoods se le dio a Bing Crosby. No era la primera vez que Sinatra actuaba así: el papel de Sammy Davis en Never So Few se lo dieron a Steve McQueen cuando Sinatra y Davis se pelearon temporalmente.
El Rat Pack actuó a menudo en Las Vegas, y fueron fundamentales en el crecimiento de esta ciudad como destino para un turismo que buscaba espectáculos. Tuvieron además mucha importancia en la integración de las personas negras en los hoteles y casinos a principio de los 60: Sinatra y los otros no trabajaron ni patrocinaron a aquellos establecimientos que no admitieran a Sammy Davis Jr.(negro). Los casinos se vieron obligados a tener políticas no segregacionistas.
El grupo se hizo famoso por su estilo de música, sus espectáculos cómicos y sus películas. A menudo, cuando uno de los miembros era contratado para un espectáculo, el resto de los miembros hacían cameos, lo cual agradaba mucho a su público y hacía que la expectación fuera mayor, con lo que a menudo las localidades para sus espectáculos se agotaban. En los hoteles que les contrataban se podían ver carteles del tipo: "Dean Martin - Maybe Frank - Maybe Sammy" ("Dean Martin - Tal vez Frank - Tal vez Sammy").
Pese a que los miembros del Rat Pack permanecieron juntos (a excepción de Peter Lawford), la popularidad del Rat Pack comenzó a caer a finales de los 60. Sin embargo, individualmente siguieron gozando de gran popularidad.

## Películas del Rat Pack
- It Happened in Brooklyn (1947) (Sinatra, Lawford)
- Some Came Running (1958) (Sinatra, Martin, MacLaine)
- Never so Few (1959) (Sinatra, Lawford, y en un principio Davis, quien fue reemplazado por Steve McQueen)
- La cuadrilla de los once u Once a la medianoche (1960) (Sinatra, Martin, Davis, Lawford, Bishop)
- Pepe (1960) (Sinatra, Martin, Davis, Lawford, Bishop, todos cameos)
- Sergeants 3 (1962) (Sinatra, Martin, Davis, Lawford, Bishop)
- Johnny Cool (1963) (Davis y Bishop, Lawford es productor ejecutivo)
- 4 for Texas (1963) (Sinatra, Martin)
- Robin and the Seven Hoods (1964) (Sinatra, Martin, Davis y en un principio Lawford, quien fue reemplazado por Bing Crosby)
- Divorcio a la americana (1965) (Sinatra, Martin)
- The Oscar (1966) (Lawford, cameo de Sinatra)
- A Man Called Adam (1966) (Davis, Lawford)
- Texas Across the River (1966) (Martin, Bishop)
- Salt and Pepper (1968) (Davis, Lawford)
- One More Time (1970) (Davis, Lawford)
- That's Entertainment! (1974) (Sinatra, Lawford)
- Los Locos del Cannonball (1981) (Martin, Davis)
- Los Locos del Cannonball 2 (1984) (Sinatra, Martin, Davis)

## Álbumes de conciertos en vivo
- 2001 The Rat Pack Live at the Sands
- 2003 A Night on the Town With the Rat Pack
- 2003 The Ultimate Rat Pack Collection: Live & Swingin’
- 2004 The Rat Pack on Stage: Las Vegas/St. Louis